# کارل هدمن
کارل گوستاف ویلهلم هدمن (به فنلاندی: Karl Gustaf Wilhelm Hedman)(۲۳ سپتامبر ۱۸۶۴، واسا- ۲۹ آوریل ۱۹۳۱، واسا) پزشک، مجموعه‌دار آثار هنری و حامی هنر فنلاندی بود.
پدر و مادر هدمن، گوستاف آدولف هدمن، دباغ، و ناتالیا ایگناتیف بودند. او در سال ۱۸۸۴ از دبیرستان واسا سونسکا فارغ‌التحصیل شد و سپس در دانشگاه هلسینکی تحصیل کرد، جایی که در سال ۱۸۸۸ با مدرک کارشناسی فلسفه، در سال ۱۸۹۰ با مدرک کارشناسی ارشد فلسفه و در سال ۱۸۹۵ با مدرک کارشناسی پزشکی فارغ‌التحصیل شد. او از سال ۱۹۱۰ تا ۱۹۲۹ به عنوان پزشک شهر واسا خدمت کرد. هدمن در سال ۱۹۲۴ عنوان استاد را دریافت کرد.
از سال ۱۸۹۲ به بعد، هدمن مجموعه‌ای از اشیاء تاریخی و هنری مختلف را جمع‌آوری کرد که پس از مرگش به موزه اوستروبوتنیا در واسا اهدا شد. هدمن همچنین از سال ۱۸۹۹ تا زمان مرگش در هیئت مدیره موزه خدمت کرد. او در ایجاد ساختمان جدید موزه که در سال ۱۹۳۰ تکمیل شد و به نام هدمن نامگذاری شد، بسیار تأثیرگذار بود. او آثار هنری را از سفرهایش به سوئد و اروپای مرکزی و از دلالان هنری مختلف خریداری می‌کرد که برجسته‌ترین آنها گوستا استنمن بود. در اوایل دهه ۱۹۲۰، هدمن مجموعه گسترده‌ای از ظروف نقره متعلق به خانواده تزاری روسیه را که توسط والتر شوبرگ، دلال عتیقه‌جات، از سن پترزبورگ برای او آورده شده بود، به دست آورد.
همسر کارل هدمن، الین هاسلبلات بود که در سال ۱۸۹۷ با او ازدواج کرد. این زوج که فرزندی نداشتند، در سال ۱۹۳۱ بنیادی را برای مدیریت مجموعه‌های خود تأسیس کردند.